# Rhipidia (Rhipidia) surinamica
Rhipidia (Rhipidia) surinamica is een tweevleugelige uit de familie steltmuggen (Limoniidae). De soort komt voor in het Neotropisch gebied.